# آنا لوتوسوافسکا
آنا لوتوسوافسکا یاوورسکا (لهستانی: Anna Lutosławska-Jaworska؛ زادهٔ ۱۶ ژوئیه ۱۹۲۸–۱۹ دسامبر ۲۰۲۲) بازیگر اهل لهستان بود.
از فیلم‌ها یا مجموعه‌های تلویزیونی که وی در آن‌ها نقش داشته است، می‌توان به مرحله پایانی، چهار تانکچی و یک سگ، عشق اول، طایفه، رنگ‌های خوشبختی و پزشکان اشاره نمود.